# 6542 Jacquescousteau
6542 Jacquescousteau eller 1985 CH1 är en asteroid i huvudbältet som upptäcktes den 15 februari 1985 av den tjeckiske astronomen Antonín Mrkos vid Kleť-observatoriet i Tjeckien. Den är uppkallad efter fransmannen Jacques-Yves Cousteau.
Asteroiden har en diameter på ungefär 9 kilometer.